# Tapioca manioca
Tapioca manioca è il secondo album del Gruppo Italiano, pubblicato dalla Dischi Ricordi nel 1984, in concomitanza con la partecipazione del gruppo al Festival di Sanremo 1984, al quale presentarono Anni ruggenti.
Il brano Il treno del caffè fu invece presentato al Festivalbar 1984.
Dall'album fu estratto il singolo Anni ruggenti/Dammi un sabato nite.

## Tracce
Lato A
1. Halloween
2. Fotografia
3. Il treno del caffè
4. Cha cha cha!
5. Boulevard

Lato B
1. Anni ruggenti (Chicco Santulli, Gigi Folino, Patrizia Di Malta, Raffaella Riva)
2. Warrnambool
3. Santo Domingo
4. Sotto le conchiglie
5. Dammi un sabato nite (Chicco Santulli, Gigi Folino, Patrizia Di Malta, Raffaella Riva)

## Formazione
- Patrizia Di Malta - voce
- Raffaella Riva - voce
- Gigi Folino - basso
- Roberto del Bo - percussioni, batteria
- Chicco Santulli - chitarra